# Ramosulus bakeri
Ramosulus bakeri är en insektsart som beskrevs av Young 1977. Ramosulus bakeri ingår i släktet Ramosulus och familjen dvärgstritar. Inga underarter finns listade i Catalogue of Life.